# Thyllis stenoptera
Thyllis stenoptera är en tvåvingeart som beskrevs av Seguy 1962. Thyllis stenoptera ingår i släktet Thyllis och familjen kulflugor.
Artens utbredningsområde är Madagaskar. Inga underarter finns listade i Catalogue of Life.